# Microcaryum
Microcaryum es un género de plantas con flores perteneciente a la familia Boraginaceae. Comprende tres especies.

## Taxonomía
El género fue descrito por Ivan Murray Johnston y publicado en Contributions from the Gray Herbarium of Harvard University 73: 63. 1924.

## Especies
- Microcaryum duthieanum
- Microcaryum pygmaeum
- Microcaryum turkestanicum